# Unión de San Esteban
San Esteban fue una unión de la provincia española de Guipúzcoa que aglutinaba las localidades de Ormáiztegui, Astigarreta, Gudugarreta, Cerain y Motiloa.

## Historia
La unión se formó en virtud de escritura de concordia otorgada en 1617 y la integraban las villas de Ormáiztegui, Astigarreta, Gudugarreta, Cerain y Motiloa. Renovada al cabo de los dieciocho años estipulados, se disolvió, sin embargo, en 1637, cuando las cinco villas conformaron, junto con la de Cegama, una nueva unión. Aparece descrita en el Diccionario histórico-geográfico-descriptivo de los pueblos, valles, partidos, alcaldías y uniones de Guipúzcoa (1862) de Pablo de Gorosábel con las siguientes palabras:

SAN ESTEBAN. union del valle del rio de este nombre. Se formó entre las villas de Ormaiztegui, Astigarreta, Gudugarreta, Cerain y Mutiloa en virtud de escritura de concordia otorgada á 4 de abril de 1617. Tuvo por objeto minorar los gastos que se les ocasionaban de la necesidad de enviar cada villa su apoderado particular á las juntas generales de la provincia, que en aquella época eran bastante frecuentes. Convinieron por consiguiente en que este nombramiento se hiciese alternativamente por los cinco pueblos de la union; cuya duracion se fijó para diez y ocho años continuados. Esta union se renovó por nuevas escrituras de concordia; y quedó disuelta en el año de 1637, constituyendo estas mismas cinco villas á una con la de Cegama una nueva hermandad bajo la denominacion de esta última para tiempo de diez y seis años.
(Gorosábel, 1862, p. 434)